# 관찰카메라 24시간
《관찰카메라 24시간》은 대한민국의 텔레비전 채널 채널A에서 방송 중인 교양 프로그램이다.

## 개요
8인의 VJ들과 궁금한 것들의 관찰 · 기록한 모습이 담은, 신개념 인해전술 다큐멘터리 프로그램이다.

## 코너
시즌 2에는 156회 방송분부터 코너로 신설하였다.
- 관찰의 눈
- 먹방여행
- 스토리 잡스

## 내레이션
- 양지운 (시즌 1)
- 박형욱 (시즌 1, 2)
- 이철용 (시즌 2)

## 같이 보기
- 체험 삶의 현장 (KBS 시사교양본부 제작)
- 일꾼의 탄생 (KBS 1TV)
- VJ특공대 (KBS 2TV)
- 극한 직업 (EBS 1TV)